# Muckle Roe
Muckle Roe (6,8 km²) è una piccola isola sull'oceano Atlantico della Scozia nord-orientale, facente parte dell'arcipelago delle Shetland, e in particolare del gruppo settentrionale di quest'arcipelago. Con una popolazione di circa 130 abitanti, i centri abitati dell'isola sono Roesound (centro principale) e Little Ayre.

## Geografia

### Collocazione
Muckle Roe è situata nella St Magnus Bay, a sud della porzione nord-occidentale dell'isola di Mainland.

### Dimensioni
L'isola ha una forma circolare e ha un diametro di circa 4,8 km.

### Territorio
Il punto più elevato dell'isola è rappresentato dal Mid Ward, che si erge sino ad un'altezza di 172 metri.

## Demografia
Al censimento del 2011, Muckle Roe contava circa 130 abitanti. Nel 2001 ne contava invece 104, nel 1991 115, nel 1981 99, nel 1971 104 e nel 1961 103.

## Edifici e luoghi d'interesse
Tra gli edifici d'interesse, figura il faro di Muckle Roe, risalente al 1897.

## Trasporti
L'isola è collegata a Mainland da un ponte.